# Hervé Van Overtvelt
Hervé Van Overtvelt, né le 22 octobre 1971, est un footballeur belge aujourd'hui retraité. Il a occupé le poste de milieu de terrain offensif durant toute sa carrière. Il a également été international espoirs.

## Carrière
Hervé Van Overtvelt commence sa carrière professionnelle avec le KSK Beveren le 21 octobre 1989, la veille de ses 18 ans, lorsqu'il monte au jeu à vingt minutes de la fin du match contre Charleroi. Il prend part à dix autres rencontres durant la saison qui voit le club échouer à la dernière place et descendre en deuxième division. Le club remporte le titre un an plus tard et remonte parmi l'élite. Malgré le fait qu'il évolue en Division 2, il est repris cinq fois en équipe nationale espoirs. Après la promotion, le joueur participe à la majorité des rencontres mais est le plus souvent réserviste. Il s'impose finalement dans le onze de base à partir du début de l'année 1993. Le club se qualifie pour la Coupe Intertoto 1995 dont il est éliminé un an plus tard. En fin de saison, Beveren est de nouveau relégué en deuxième division et cette fois, le joueur décide de quitter le club.
Hervé Van Overtvelt s'engage chez les rivaux du KSC Lokeren. Il se blesse durant la préparation, ce qui l'empêche de trouver une place dans l'équipe de base. Il est titularisé à quelques reprises durant le second tour de la compétition mais il est écarté en fin de saison. Au début du mois d'octobre 1997, il part pour le Sint-Niklaasse SK Excelsior, qui évolue alors en deuxième division. Le club finit en dernière position en 1999 et est relégué en Division 3. Hervé Van Overtvelt quitte alors le club et rejoint les rangs du Red Star Haasdonk, un club évoluant en première provinciale de Flandre-Orientale.
Il aide l'équipe à remporter le titre et à accéder ainsi pour la première fois de son histoire à la Promotion, le quatrième niveau national belge. Un an plus tard, il fête un nouveau sacre et monte en Division 3. Après trois saisons à ce niveau, le club, devenu entretemps le Red Star Waasland, décroche le titre dans sa série et est promu en deuxième division. Hervé Van Overtvelt joue six mois avec le club à ce niveau puis s'en va en janvier 2005 au Vigor Hamme, où il termine la saison. Il part alors au KSV Tamise, un club de Promotion. Il est repositionné plus haut sur le terrain en position de soutien d'attaque et termine deux saisons de suite meilleur buteur du club. Le 12 novembre 2006, il réalise le premier quadruplé de sa carrière à l'occasion d'une victoire 5-0 contre Opwijk. Qualifié pour le tour final, le club échoue au deuxième tour et n'est pas promu au niveau supérieur. Hervé Van Overtvelt décide alors de mettre un terme à sa carrière de joueur.

## Palmarès
- 1 fois champion de Division 2 en 1991 avec le KSK Beveren.
- 1 fois champion de Division 3 en 2004 avec le Red Star Waasland.
- 1 fois champion de Promotion en 2001 avec le Red Star Haasdonk.

## Statistiques
| Saison                | Club                  | Championnat           | Championnat | Championnat | Coupe nationale | Coupe nationale | Coupe de la Ligue | Coupe de la Ligue | Compétition(s) continentale(s) | Compétition(s) continentale(s) | Compétition(s) continentale(s) | Total | Total |
| Saison                | Club                  | Division              | M.          | B.          | M.              | B.              | M.                | B.                | Comp.                          | M.                             | B.                             | M.    | B.    |
| 1989-1990             | KSK Beveren           | Division 1            | 11          | 0           | 0               | 0               | 0                 | 0                 | -                              | 0                              | 0                              | 11    | 0     |
| 1990-1991             | KSK Beveren           | Division 2            | 21          | 3           | 3               | 0               | 0                 | 0                 | -                              | 0                              | 0                              | 24    | 3     |
| 1991-1992             | KSK Beveren           | Division 1            | 15          | 1           | 2               | 0               | 0                 | 0                 | -                              | 0                              | 0                              | 17    | 1     |
| 1992-1993             | KSK Beveren           | Division 1            | 24          | 5           | 3               | 0               | 0                 | 0                 | -                              | 0                              | 0                              | 27    | 5     |
| 1993-1994             | KSK Beveren           | Division 1            | 34          | 5           | 1               | 0               | 0                 | 0                 | -                              | 0                              | 0                              | 35    | 5     |
| 1994-1995             | KSK Beveren           | Division 1            | 28          | 9           | 3               | 3               | 0                 | 0                 | -                              | 0                              | 0                              | 31    | 12    |
| 1995-1996             | KSK Beveren           | Division 1            | 31          | 3           | 2               | 0               | 0                 | 0                 | C4                             | 4                              | 0                              | 37    | 3     |
| Sous-total            | Sous-total            | Sous-total            | 164         | 26          | 14              | 3               | 0                 | 0                 | -                              | 4                              | 0                              | 182   | 29    |
| 1996-1997             | KSC Lokeren           | Division 1            | 11          | 0           | 0               | 0               | 0                 | 0                 | -                              | 0                              | 0                              | 11    | 0     |
| 1997-1998             | KSC Lokeren           | Division 1            | 1           | 0           | 0               | 0               | 1                 | 0                 | -                              | 0                              | 0                              | 2     | 0     |
| Sous-total            | Sous-total            | Sous-total            | 12          | 0           | 0               | 0               | 1                 | 0                 | -                              | 0                              | 0                              | 13    | 0     |
| 1997-1998             | Sint-Niklaasse SKe    | Division 2            | 27          | 11          | 1               | 0               | 0                 | 0                 | -                              | 0                              | 0                              | 28    | 11    |
| 1998-1999             | Sint-Niklaasse SKe    | Division 2            | 15          | 3           | 0               | 0               | 0                 | 0                 | -                              | 0                              | 0                              | 15    | 3     |
| Sous-total            | Sous-total            | Sous-total            | 42          | 14          | 1               | 0               | 0                 | 0                 | -                              | 0                              | 0                              | 43    | 14    |
| 1999-2000             | RS Haasdonk           | 1re prov.             | -           | -           | -               | -               | -                 | -                 | -                              | 0                              | 0                              | 0     | 0     |
| 2000-2001             | RS Haasdonk           | Promotion             | 30          | 11          | 4               | 4               | 0                 | 0                 | -                              | 0                              | 0                              | 34    | 15    |
| 2001-2002             | RS Haasdonk           | Division 3            | 28          | 3           | 0               | 0               | 0                 | 0                 | -                              | 0                              | 0                              | 28    | 3     |
| 2002-2003             | RS Waasland           | Division 3            | 19          | 6           | 2               | 1               | 0                 | 0                 | -                              | 0                              | 0                              | 21    | 7     |
| 2003-2004             | RS Waasland           | Division 3            | 29          | 5           | 1               | 0               | 0                 | 0                 | -                              | 0                              | 0                              | 30    | 5     |
| 2004-2005             | RS Waasland           | Division 2            | 17          | 1           | 0               | 0               | 0                 | 0                 | -                              | 0                              | 0                              | 17    | 1     |
| Sous-total            | Sous-total            | Sous-total            | 123         | 26          | 7               | 5               | 0                 | 0                 | -                              | 0                              | 0                              | 130   | 31    |
| 2004-2005             | Vigor Hamme           | Division 2            | 13          | 5           | 0               | 0               | 0                 | 0                 | -                              | 0                              | 0                              | 13    | 5     |
| Sous-total            | Sous-total            | Sous-total            | 13          | 5           | 0               | 0               | 0                 | 0                 | -                              | 0                              | 0                              | 13    | 5     |
| 2005-2006             | KSV Tamise            | Promotion             | 29          | 18          | 1               | 0               | 0                 | 0                 | -                              | 0                              | 0                              | 30    | 18    |
| 2006-2007             | KSV Tamise            | Promotion             | 28          | 13          | 1               | 1               | 0                 | 0                 | -                              | 0                              | 0                              | 29    | 14    |
| Sous-total            | Sous-total            | Sous-total            | 57          | 31          | 2               | 0               | 0                 | 0                 | -                              | 0                              | 0                              | 59    | 31    |
| Total sur la carrière | Total sur la carrière | Total sur la carrière | 411         | 102         | 24              | 8               | 1                 | 0                 | -                              | 4                              | 0                              | 440   | 110   |